# Histoires possibles et impossibles

Histoires possibles et impossibles était une série hebdomadaire d'émissions radiophoniques diffusées chaque dimanche sur France Inter, de 13 h 20 à 14 h entre 1996 et 2002, de 13 h 30 à 14 h de 2002 à 2003, puis de 23 h à minuit de 2003 à 2006. Elle fut produite et animée par Robert Arnaut et réalisée par Emmanuel Geoffroy entre septembre 1996 et juin 2006.